# (3640) Gostin
(3640) Gostin est un astéroïde de la ceinture principale.

## Description
(3640) Gostin est un astéroïde de la ceinture principale. Il fut découvert le 11 octobre 1985 à l'Observatoire Palomar par Carolyn S. Shoemaker. Il présente une orbite caractérisée par un demi-grand axe de 2,22 UA, une excentricité de 0,09 et une inclinaison de 4,3° par rapport à l'écliptique.

## Compléments